# Phacidiopycnis
Phacidiopycnis är ett släkte av svampar. Phacidiopycnis ingår i familjen Bulgariaceae, ordningen Leotiales, klassen Leotiomycetes, divisionen sporsäcksvampar och riket svampar.
|                | Holwaya |
|                | |
|                | Bulgaria |
|                | |
|                | Potebniamyces |
|                | |
| Phacidiopycnis | \| \| Phacidiopycnis padwickii \| \| \| \| \| \| Phacidiopycnis tuberivora \| \| \| \| \| \| Phacidiopycnis malorum \| \| \| \| |
|                | \| \| Phacidiopycnis padwickii \| \| \| \| \| \| Phacidiopycnis tuberivora \| \| \| \| \| \| Phacidiopycnis malorum \| \| \| \| |
|                | Phacidiopycnis padwickii |
|                | |
|                | Phacidiopycnis tuberivora |
|                | |
|                | Phacidiopycnis malorum |
|                | |

|  | Phacidiopycnis padwickii  |
|  |                           |
|  | Phacidiopycnis tuberivora |
|  |                           |
|  | Phacidiopycnis malorum    |
|  |                           |